# كورسيت
كورسيت (بالفرنسية: Courset)‏ هي بلدية تقع في إقليم باد كاليه من منطقة نور با دو كاليه في شمال فرنسا. تبلغ مساحة هذه المدينة 10.24 (كم²)، وترتفع عن سطح البحر 118 م، يبلغ عدد سكانها 396 نسمة حسب إحصاء المعهد الوطني للإحصاء والدراسات الاقتصادية سنة 2009 م. وترأس Marc Denavaut البلدية خلال فترة (2008-2014).